# Ібрагім Ефенді Печеві
Ібрагі́м Ефе́нді Печеві́ (тур. İbrahim Peçevi, *1574 — †1650) — османський історик-хроніст. Автор праці, знаної як «Історія Печеві» (тур. Tarîh-i Peçevî).

## Біографія

### Дитинство
Народився в угорському місті Печ (від чого і походить його ім'я) в аристократичній османській родині. Відомо, що його прадід Кара-Давуд, дід Джафар-бек та батько (чиє ім'я невідоме) були алайбеками (командирами полків) у Боснії (через що їх рід називали Алайбек-огуллари). Мати історика походила зі знатного боснійського роду Соколлу (Соколович). На час народження Ібрагіма його батько вже мешкав у місті Печ.
У віці 14 років Ібрагіма, котрий залишився сиротою, забирає до себе дядько по матері Ферхад Паша, валі Буди, а згодом інший родич, анатолійський бейлербей Лала Мехмед Паша. Згодом Лала Мехмед Паша на посаді садразама двічі очолюватиме османський уряд (19 листопада 1595 — 28 листопада 1595 та 5 серпня 1604 — 21 червня 1606) і до своєї смерті у 1615 році буде покровителем Ібрагіма Печеві.

### Військова служба
1594 року Ібрагім Печеві вступає до війська і бере участь у походах османської армії в Угорщині. Після смерті свого покровителя, Лала Мехмед Паші, розпочинає служити у державному бюрократичному апараті та виконує обов'язки дефтердара у цілій низці міст Румелії та Анатолії.

## «Історія Печеві»
У 1641 році, тобто вже у літньому віці, полишає службу та оселяється у Буді, де і проводить останні роки життя, пишучи свою історичну працю.
«Історія Печеві» охоплює період з 1520 до 1639 року та є одним із найголовніших джерел для вивчення османської історії цього часу.